# 張贊 (景泰進士)
張贊（1423年—1482年），字邦翊，四川潼川州遂寧縣人，民籍，治《春秋》。

## 生平
十月初十日生，行四，由縣學增廣生中式四川鄉試第十四名舉人，會試中式第二百五十名。年三十二歲中式景泰五年甲戌科第三甲第一百六十三名進士。

## 家族
曾祖張明佐；祖張泰林；父張永成；母余氏。永感下，妻王氏，兄澍；澤；濟。